# Takumi Wada
Takumi Wada (和田 拓三 Wada Takumi?, nacido el 20 de octubre de 1981 en Shizuoka) es un exfutbolista japonés. Jugaba de defensa y su último club fue el Avispa Fukuoka de Japón.

## Trayectoria

### Clubes
| Club             | País  | Año         |
| ---------------- | ----- | ----------- |
| Shimizu S-Pulse  | Japón | 2004 - 2006 |
| Yokohama FC      | Japón | 2007        |
| Tokyo Verdy      | Japón | 2008        |
| JEF United Chiba | Japón | 2009 - 2010 |
| Avispa Fukuoka   | Japón | 2011 - 2012 |

## Estadística de carrera

### J. League
| Club             | Año   | J. League | J. League | Copa J. League | Copa J. League | Total | Total |
| Club             | Año   | Part.     | Goles     | Part.          | Goles          | Part. | Goles |
| ---------------- | ----- | --------- | --------- | -------------- | -------------- | ----- | ----- |
| Shimizu S-Pulse  | 2004  | 11        | 0         | 4              | 0              | 15    | 0     |
| Shimizu S-Pulse  | 2005  | 2         | 0         | 2              | 0              | 4     | 0     |
| Shimizu S-Pulse  | 2006  | 4         | 0         | 1              | 0              | 5     | 0     |
| Yokohama FC      | 2007  | 23        | 1         | 4              | 0              | 27    | 1     |
| Tokyo Verdy      | 2008  | 22        | 1         | 3              | 0              | 25    | 1     |
| JEF United Chiba | 2009  | 19        | 1         | 3              | 0              | 22    | 1     |
| JEF United Chiba | 2010  | 8         | 0         | -              | -              | 8     | 0     |
| Avispa Fukuoka   | 2011  | 21        | 0         | 0              | 0              | 21    | 0     |
| Avispa Fukuoka   | 2012  | 24        | 0         | -              | -              | 24    | 0     |
| Total            | Total | 134       | 3         | 17             | 0              | 151   | 3     |